# 中屋恵久男
中屋 恵久男（なかや えくお、1956年 - ）は、東京都出身のアマチュア野球選手（内野手）。

## 経歴
早稲田実業高では一番打者、遊撃手として活躍。1974年春季関東大会で決勝に進むが、鹿沼商工に延長11回サヨナラ負け。同年夏の甲子園東東京予選でも準決勝に進出するが、二松學舎大付に敗れる。1年下に大学後輩となる捕手の有賀佳弘がいた。
早稲田大学に進学。東京六大学野球リーグでは向田佳元、北口勝久（松下電器）らの投手陣を擁し、1978年秋季リーグで優勝を飾る。直後の明治神宮野球大会では準決勝で中本茂樹のいた同志社大に敗れた。俊足好守の遊撃手として知られ、1977年春季リーグから4季連続でベストナインに選出される。また同年から2年連続で日米大学野球選手権大会日本代表となった。4年生時には主将を務める。大学同期に金森栄治、須長三郎らがいた。
卒業後は結成間もないプリンスホテル硬式野球部に進み、二塁手に回る。1979年の都市対抗に同僚の中尾孝義とともに熊谷組の補強選手として出場。五番打者、三塁手として起用され決勝に進出。三菱重工広島に敗退するが、同大会の若獅子賞、優秀選手賞を獲得。1980年には石毛宏典らとチームを悲願の都市対抗初出場に導くが、2回戦で新日鐵釜石に延長13回の熱戦の末に敗退した。同年の社会人ベストナイン（二塁手）にも選出されている。1981年の都市対抗には電電東京の補強選手として出場。遊撃手として決勝に進み東芝を降し優勝。1979年のインターコンチネンタルカップ、1980年、1982年のアマチュア野球世界選手権日本代表にも選出されている。1985年に現役引退。
引退後は社業に戻り、プリンスホテル執行役員などを歴任した。